# Purser
Der Begriff Purser (engl. purse „Geldtasche“) stammt ursprünglich aus der Seefahrt und bezeichnet dort auf Militär-, Fracht- oder Passagierschiffen den Zahl- oder Proviantmeister. In der zivilen Luftfahrt wurde diese Bezeichnung für den ranghöchsten Flugbegleiter mit Leitungsfunktion an Bord übernommen. Als weibliche Form wird im Deutschen mitunter das Wort Purserette verwendet, wobei laut Duden ebenso Purserin gebräuchlich ist.

## Seefahrt
Der Purser ist auf einem Schiff der verantwortliche Versorgungsoffizier. Der früher übliche Begriff „Zahlmeister“ ist heute irreführend, da es sich meist um eine Stelle im höheren Offiziersrang handelt. Es ist fundiertes kaufmännisches Wissen erforderlich, da neben der Versorgung des Schiffes mit Verbrauchsgütern dem Purser auch der gesamte Bankverkehr sowie die Zollabfertigung auf Kreuzfahrtschiffen obliegt.
Ebenso ist er auf dem Schiff der Vorgesetzte des Versorgungsabschnittes und somit der Köche (Kombüse), der Stewards und der Administration.
Daher ist der Beruf in der Seefahrt wesentlich umfangreicher und höher dotiert als in der Luftfahrt und setzt oft ein kaufmännisches Studium voraus.

## Luftfahrt
Purser bzw. Chief Purser (dt. Kabinenchef) ist die aus dem Englischen stammende Bezeichnung für den ranghöchsten Flugbegleiter einer Kabinenbesatzung (engl. cabin crew) in einem Passagierflugzeug. In den europäischen gesetzlichen Bestimmungen JAR-OPS wird der Purser als „Leitender Flugbegleiter“, in der englischen Gesetzesausgabe als „Senior Cabin Crew Member“ bezeichnet. Der Begriff Purser war schon mindestens seit den 1950er Jahren bei Pan Am gebräuchlich und wird heutzutage u. a. auch bei der Lufthansa offiziell verwendet.
Die leitenden Flugbegleiter sind für die Durchsetzung betrieblicher Interessen im Bereich Sicherheit und Kundendienst der Fluggesellschaft an Bord eines Flugzeuges verantwortlich. Nach den gesetzlichen Bestimmungen (JAR-OPS 1.1000) trägt ein Senior Cabin Crew Member gegenüber dem Kommandanten (Kapitän) insbesondere die Verantwortung für die Durchführung und Koordination der im Betriebshandbuch festgelegten Sicherheits- und Notverfahren für die Fluggastkabine und hat nach § 12 Luftsicherheitsgesetz, wie alle an Bord befindlichen Personen, den Anordnungen des Luftfahrzeugführers Folge zu leisten (Bordgewalt).
Der Purser Assistant kommt auf Großraumflugzeugen, also Flugzeugen mit mehr als einem Gang und separaten, abgetrennten Bereichen in der Passagierkabine, zum Einsatz. Er ist dem Purser unterstellt und für ein bestimmtes Abteil verantwortlich. Im Gegensatz zum Purser ist der Purser Assistant kein Rang innerhalb der Flugzeugbesatzung.
Die Weiterbildung zum Purser in der Luftfahrt erfolgt meist bei den Fluggesellschaften, sie ist jedoch keine anerkannte Ausbildung nach dem Berufsbildungsgesetz. Einer der größten Anbieter solcher Weiterbildungskurse im deutschsprachigen Raum ist das Lufthansa Aviation Training mit Trainingsstandorten in verschiedenen Ländern, für Kabinenbesatzungen am größten sind die Trainingsstandorte an den Flughäfen in Frankfurt, München und Zürich.
Ausbildungsinhalte werden teilweise von den Luftfahrtbehörden vorgegeben, insbesondere bezüglich der Sicherheit. In Deutschland setzen hier das Luftfahrtbundesamt und die Europäische Agentur für Flugsicherheit (EASA) die Standards. Im Serviceteil des Kurses können  Anbieter und Fluggesellschaften weitgehend frei über die Inhalte und Vermittlungsmethoden (Selbststudium, praktische Übungen) entscheiden.
Weitere Bezeichnungen für den leitenden Flugbegleiter (Senior Cabin Crew Member) sind:
- Chef de Cabine
- Purser I, Purser II (Lufthansa)
- Maître de Cabine (z. B. bei Swiss)
- Leading Flight Attendant Lufthansa City Airlines
- Supervision Flight Attendant
- Cabin Chief
- Cabin Service Manager (auch CSM; Qantas)

Gewerkschaftlich organisiert sind die Senior Cabin Crew Member, wie die anderen in Deutschland beschäftigten Flugbegleiter auch, bei UFO und ver.di.